# Deutsche Fußball-Amateurmeisterschaft 1960
Deutscher Fußball-Amateurmeister 1960 wurde die Amateurmannschaft von Hannover 96. Im Finale in Herford siegte sie am 29. Juni 1960 im Wiederholungsspiel mit 3:0 gegen den BV Osterfeld.

## Teilnehmende Mannschaften
Es nahmen die Amateurmeister der fünf Regionalverbände teil:
| Mannschaft                    | Regionalverband |
| ----------------------------- | --------------- |
| Polizei SV Berlin             | Berlin          |
| Hannover 96 Amateure          | Nord            |
| Borussia Fulda                | Süd             |
| 1. FC Kaiserslautern Amateure | Südwest         |
| BV Osterfeld                  | West            |

## Ausscheidungsspiel
|                   | Ergebnis  |                               |
| ----------------- | --------- | ----------------------------- |
| Polizei SV Berlin | 1:3 n. V. | 1. FC Kaiserslautern Amateure |

## Halbfinale
|                      | Ergebnis  |                               |
| -------------------- | --------- | ----------------------------- |
| BV Osterfeld         | 2:0       | 1. FC Kaiserslautern Amateure |
| Hannover 96 Amateure | 0:0 n. V. | Borussia Fulda                |

## Finale
| Hannover 96 (Amateure)                                  | Hannover 96 (Amateure) | BV Osterfeld | BV Osterfeld |
| ------------------------------------------------------- | --- | --- | ------------ |
| Hannover 96 (Amateure)                                  | \| Sonntag, 26. Juni 1960 in Herford (Ludwig-Jahn-Stadion) \| \| Ergebnis: 1:1 n. V. \| \| Zuschauer: 12.000 \| \| Schiedsrichter: Rudolf Kreitlein (Stuttgart) \|                                              | \| Sonntag, 26. Juni 1960 in Herford (Ludwig-Jahn-Stadion) \| \| Ergebnis: 1:1 n. V. \| \| Zuschauer: 12.000 \| \| Schiedsrichter: Rudolf Kreitlein (Stuttgart) \|                                               | BV Osterfeld |
| Hannover 96 (Amateure)                                  | Helmut Isendahl, Peter Flegel, Hannes Baldauf, Manfred Fahrtmann, Jürgen Glinka, Rolf Wimmers, Horst Patzke, Kurt Driesselmann, Ernst-August Künnecke, Viktor Schmidtke, Rolf Hartmann Cheftrainer: Hannes Kirk | Günter Büttner, Rudi Vollmeyer, Günter Pergler, Eduard Sekulak, Edwin Sekulak, Werner Richter, Ernst Böhringer, Helmut Vogelpoth, Siegfried Scholz, Friedhelm Simons, Oskar Mnietzkowski Cheftrainer: Ernst Duda | BV Osterfeld |
| Hannover 96 (Amateure)                                  | 1:0 Hartmann (64.) | 1:1 Mnietzkowski (78.) | BV Osterfeld |
| Sonntag, 26. Juni 1960 in Herford (Ludwig-Jahn-Stadion) | | |              |
| Ergebnis: 1:1 n. V.                                     | | |              |
| Zuschauer: 12.000                                       | | |              |
| Schiedsrichter: Rudolf Kreitlein (Stuttgart)            | | |              |

## Finale (Wiederholungsspiel)
| Hannover 96 (Amateure)                                   | Hannover 96 (Amateure) | BV Osterfeld | BV Osterfeld |
| -------------------------------------------------------- | --- | --- | ------------ |
| Hannover 96 (Amateure)                                   | \| Mittwoch, 29. Juni 1960 in Herford (Ludwig-Jahn-Stadion) \| \| Ergebnis: 3:0 (1:0) \| \| Zuschauer: 9.000 \| \| Schiedsrichter: Kurt Tschenscher (Mannheim) \|                                                | \| Mittwoch, 29. Juni 1960 in Herford (Ludwig-Jahn-Stadion) \| \| Ergebnis: 3:0 (1:0) \| \| Zuschauer: 9.000 \| \| Schiedsrichter: Kurt Tschenscher (Mannheim) \|                                                | BV Osterfeld |
| Hannover 96 (Amateure)                                   | Helmut Isendahl, Hannes Baldauf, Manfred Fahrtmann, Peter Flegel, Klaus Bohnsack, Kurt Driesselmann, Horst Patzke, Rolf Wimmers, Rolf Hartmann, Ernst-August Künnecke, Viktor Schmidtke Cheftrainer: Hannes Kirk | Günter Büttner, Günter Pergler, Rudi Vollmeyer, Ernst Böhringer, Werner Richter, Eduard Sekulak, Edwin Sekulak, Oskar Mnietzkowski, Siegfried Scholz, Friedhelm Simons, Helmut Vogelpoth Cheftrainer: Ernst Duda | BV Osterfeld |
| Hannover 96 (Amateure)                                   | 1:0 Patzke (36.) 2:0 Schmidtke (64.) 3:0 Schmidtke (68.) | | BV Osterfeld |
| Mittwoch, 29. Juni 1960 in Herford (Ludwig-Jahn-Stadion) | | |              |
| Ergebnis: 3:0 (1:0)                                      | | |              |
| Zuschauer: 9.000                                         | | |              |
| Schiedsrichter: Kurt Tschenscher (Mannheim)              | | |              |